# ويليام هوكينز
ويليام هوكينز هو كاتب أغاني وشاعر كندي، ولد في 20 مايو 1940 في أوتاوا في كندا، وتوفي بنفس المكان في 4 يوليو 2016.

## وصلات خارجية
- ويليام هوكينز على موقع IMDb (الإنجليزية)
- ويليام هوكينز على موقع ميوزك برينز (الإنجليزية)